# Tour de France 2019/20. Etappe
Die 20. Etappe der Tour de France 2019 fand am 27. Juli 2019 statt. Die Berg-Etappe führte von Albertville zum Val Thorens. Nach dem Abbruch der 19. Etappe wurde das ursprünglich über 130 Kilometer geplante Teilstück aufgrund der weiteren Wetterprognosen auf nur 59,5 Kilometer gekürzt. Die geplanten Bergwertungen Cormet de Roselend und Côte de Longefoy werden nicht überquert. Auch der Zwischensprint in Villard-sur-Doron wurde nicht befahren, auf den Zwischensprint wurde gänzlich verzichtet. Die Strecke führte direkt zum Val Thorens. Der Start der Etappe war statt der geplanten 13:45 Uhr erst um 14:30 Uhr. Der scharfe Start erfolgte um 14:38 Uhr auf der Route nationale 90 am Umspannwerk Poste électrique d'Albertville.

## Rennverlauf
Als der scharfe Start erfolgte, konnten sich sechs Fahrer vom Hauptfeld absetzen, diese waren Dylan Teuns, Magnus Cort Nielsen, Alberto Bettiol, Rui Costa, Lilian Calmejane und Kévin Van Melsen. Die Spitzengruppe konnte auf den ersten Kilometern einen Vorsprung von etwa 30 Sekunden herausfahren und wurde bald von 23 Fahrern verfolgt, die wenige Kilometer vor dem Berganstieg den Anschluss zur Spitzengruppe gefunden hatten. Die neue Spitzengruppe formierte sich aus Elia Viviani, Tony Gallopin, Vincenzo Nibali, Dylan Teuns, Sébastien Reichenbach, Nelson Oliveira, Omar Fraile, Magnus Cort Nielsen, Gorka Izagirre, Alberto Bettiol, Michael Woods, Daryl Impey, Joey Rosskopf, Rui Costa, Vegard Stake Laengen, Jasper Stuyven, Nicolas Roche, Pierre-Luc Périchon, Jens Keukeleire, Lilian Calmejane, Niccolò Bonifazio, Anthony Turgis, Ilnur Sakarin, Nils Politt, Frederik Backaert, Kévin Van Melsen, Steve Cummings, Ben King und Maxime Bouet. Am Fuße des Schlussanstiegs hatte die Spitzengruppe einen Vorsprung von etwa 2:30 Minuten zum Peloton.
Es ist der Moment, wo die Spitzengruppe – und später auch das Peloton – sich in mehrere Gruppen auflöst. Während aus der Spitzengruppe sich Nibali, Gallopin, Sakarin, Perichon und Woods absetzen konnten, forcierte im Peloton Jumbo-Visma das Tempo. Das Peloton wurde immer kleiner, es bildete sich eine Favoriten-Gruppe um Steven Kruijswijk, Rigoberto Urán, Julian Alaphilippe, Egan Bernal, Emanuel Buchmann, Geraint Thomas, Mikel Landa, Nairo Quintana, Richie Porte, Warren Barguil, Simon Yates, Romain Bardet, Alejandro Valverde und ihren Helfern. 28 Kilometer vor dem Ziel hatte die Spitzengruppe einen Vorsprung von 2:20 Minuten zur Favoritengruppe, 18 Kilometer vor dem Ziel lag der Abstand bei 1:50 Minuten. In der Zwischenzeit konnte sich Omar Fraile der Spitzengruppe anschließen. Das Team Jumbo-Visma (mit Laurens De Plus an der Spitze) forcierte weiter das Tempo, dabei fiel der Gesamtzehnte Richie Porte aus der Favoriten-Gruppe heraus.
Durch die Beschleunigung in der Favoriten-Gruppe, schmolz der Rückstand in den nächsten drei Kilometer um etwa 40 Sekunden – 15 Kilometer vor dem Ziel lag der Vorsprung für die Spitzengruppe bei 1:10 Minuten. 12 Kilometer vor dem Ziel setzte sich aus der Spitzengruppe Vincenzo Nibali erfolgreich ab und fuhr als Solist weiter. Zum gleichen Zeitpunkt (rund 13 Kilometer vor dem Ziel) attackierte Marc Soler aus der Favoriten-Gruppe und das Tempo wurde höher, in der Folge fielen Alaphilippe und der Träger des Gepunkteten Trikots Romain Bardet zurück. 6 Kilometer vor dem Ziel attackierten aus der Favoriten-Gruppe Simon Yates, Marco Soler und Warren Barguil. Wenig später attackierte auch Nairo Quintana aus der Favoriten-Gruppe. Die vier Fahrer und weitere Verfolger aus der ehemaligen Spitzengruppe wurden allerdings wenige Kilometer vor dem Ziel wieder eingeholt. Nibali hatte 2 Kilometer vor dem Ziel einen Vorsprung von 36 Sekunden. Am flamme rouge attackierte Mikel Landa und wenig später sein Teamkollege Alejandro Valverde aus der Favoriten-Gruppe, sie konnten einige Sekunden Vorsprung herausarbeiten. Vincenzo Nibali überquerte als Erster die Ziellinie und wurde zudem als kämpferischster Fahrer der Etappe gekürt. Alejandro Valverde wurde Zweiter und als Dritter überquerte Mikel Landa die Ziellinie. Mit dem Etappensieg von Nibali sowie Platz 2 von Valverde, stand – durch die vergebene Punkte in der Bergwertung am Gipfel – zudem Romain Bardet als Sieger der Bergwertung fest. Egan Bernal wurde Vierter und festigte seine Führung im Gesamtklassement.

## Zeitbonus
| Zeitbonus am Etappenziel | Zeitbonus am Etappenziel |
| Fahrer                   | Zeitbonus                |
| ------------------------ | ------------------------ |
| Vincenzo Nibali (TBM)    | 10 Sekunden              |
| Alejandro Valverde (MOV) | 6 Sekunden               |
| Mikel Landa (MOV)        | 4 Sekunden               |